# Los huesos
Los huesos es un cortometraje chileno de animación stop motion de 2021, escrita y dirigida por Cristóbal León y Joaquín Cociña. Fue estrenada el 10 de septiembre de 2021 en el Festival Internacional de Cine de Venecia, donde obtuvo el León de Oro al mejor cortometraje en la sección Horizontes.
El cortometraje trata de una obra en blanco y negro, presentada como la supuesta primera película de animación en stop motion del mundo, fechada en 1901 y excavada en 2021, que emula el desentierro de dos figuras históricas de Chile: Diego Portales, impulsor e ideólogo de la Constitución de 1833, y Jaime Guzmán, padre de la de 1980. Lo protagoniza Constanza Nordenflycht, una niña de 15 años que en el siglo XIX mantuvo una relación con Portales, de quien tuvo tres hijos solo reconocidos por el Estado tras la muerte del político.
La cinta fue financiada por el Fondo de Emergencia del Ministerio de las Culturas y comisionada por el Nuevo Museo de Santiago.